# Chusé Antón Santamaría Loriente
Chusé Antón Santamaría Loriente (Ayerbe, Huesca, 1950) es un poeta y escritor español, diplomado en Magisterio y licenciado en Filología Francesa por la Universidad de Zaragoza. 

## Biografía
Ha trabajado como profesor de lengua castellana y francés en un colegio de Zaragoza y es actualmente coordinador de la Sección de Lenguas del Rolde de Estudios Aragoneses y miembro del Consello d'a Fabla Aragonesa.
Colabora en las revistas Comarca d'a Galliguera, Papirroi, Fuellas, u Luenga & fablas con artículos como "Paremiolochía arredol de l'azeite en aragonés" (2008), "Ironía, sarcasmo e paradoxa: reflexo de o caráuter en a paremiolochía aragonesa" (2008-2009), "La literatura infantil en aragonés" (2010), "Redolada. Palabras de casa nuestra" (2011), "Locuzions latinas en a lengua de casa nuestra" (2012), "A utilizazión de testos liricos en una clase d'aragonés alazetal. Condizions lingüisticas e metodolochicas ta afaborir estruturas de combersa" (2013-2014) o "Paralelismos e coinzidenzias en a paremiolochía d´as lenguas perinencas" (2017).
Ha publicado varios relatos cortos como A pollera mantuda y o zaper chiquín (1997), Sopas de tremonzillo (2007), In verbo tuo (2009), o los poemarios As trias d'as alas (2005) y Güello de paxaro (2007). Ha ganado los premios Lo Grau de poesía en 2009 con la obra Arpa de bronze, el Premio literario villa de Siétamo en 2013 con el poemario O fondo d'o mirallo y el Premio de Relatos "Luis del Val" en 2010 con el relato corto A zagaleta que no conoxeba o mar.
De su obra publicada, cabe destacar los libros: 
- Chugar e charrar (2003) de materiales para la enseñanza del aragonés de manera creativa, Huesca, Consello d'a Fabla Aragonesa.
- Tradizión oral d'Ayerbe, con 600 refranes y frases hechas,
- Refrans, frases feitas, ditos y esprisions de l'Alto Aragón (2004), con 1.300 ejemplos de micro-literatura,
- Aragonés ta primaria (2013), un manual para aprender aragonés, Zaragoza, Aladrada ediciones.
- Aragonés en l'aula (2017), Zaragoza, Aladrada ediciones.
- Sapienzia en purnas. L'añada en o refranero altoaragonés (2017).
- Ninas, ninos: a chugar!!! (2017), Zaragoza, Gobierno de Aragón.
- Aborral espligo e atros poemas.  Publicazions d'o Consello d'a Fabla Aragonesa (2023).